# Villarente (Lugo)
Villarente(llamada oficialmente San Xoán de Seivane de Vilarente) es una parroquia española del municipio de Abadín, en la provincia de Lugo, Galicia.

## Otras denominaciones
La parroquia también es conocida por el nombre de Vilarente o por San Juan de Villarente.

## Localización
Se sitúa al SE del concejo, al E del monte Argán y entre los valles de Portorrieiro y Vilarente. Su capital es Vilaseñor.

## Organización territorial
La parroquia está formada por veintisiete entidades de población, constando ocho de ellas en el nomenclátor del Instituto Nacional de Estadística español:
- A Casanova
- A Cernada
- A Furada
- A Orxeira
- As Podrés
- A Veiga
- Cabanela
- Cabaza
- Costa
- Fabega
- Gabín
- Moa
- Montecelo
- O Coído
- O Igrexario
- Os Mariños
- Os Portos Carros
- O Valiño
- Paleira
- Pedrosa (A Pedrosa)
- Prado da Valiña
- Rabuña
- Rego das Pedras (O Rego das Pedras)
- Rieiro
- Touceira (A Touceira)
- Vilaseñor
- Xácoma

## Demografía
| Gráfica de evolución demográfica de Villarente entre 2000 y 2019 |
|                                                                  |
| Datos según el nomenclátor publicado por el INE.                 |